# Немет, Андраш
А́ндраш Не́мет (венг. Németh András; род. 9 ноября 2002, Кейптаун) — венгерский футболист, нападающий клуба «Академия Пушкаша» и сборной Венгрии.
Немет родился в ЮАР в семье венгра и южноафриканки.

## Клубная карьера
Немет — воспитанник клубов «Кубала Академия» и бельгийских «Спортинг Хасселт» и «Генк». В 2020 году он был включён в заявку на сезон последних. Для получения игровой практики в том же году Немет был отдан в аренду в «Ломмел». 8 февраля в матче против «Ауд-Хеверле Лёвен» он дебютировал во Втором дивизионе Бельгии. По окончании аренды Немет вернулся в «Генк». 16 января 2022 года в матче против «Беерсхота» он дебютировал в Жюпиле лиге. В этом же поединке Андраш забил свой первый гол за «Генк». 
27 января 2023 года Немет подписал контракт с немецким «Гамбургом» на 3,5 года. 29 января в матче против брауншвейгского «Айнтрахта» он дебютировал во Второй Бундеслиге. 5 февраля в поединке против «Ганзы» Андраш забил свой первый гол за «Гамбург». 

## Международная карьера
В 2019 году в составе юношеской сборной Венгрии Немет принял участие в юношеском чемпионате Европы в Ирландии. На турнире он сыграл в матчах против сборных Испании, Португалии, Исландии, России и Бельгии. В поединках против россиян и исландцев Андраш забил три мяча. Признавался лучшим игроком мемориала Ежека 2019 года в Чехии.
В том же году Немет принял участие в юношеском чемпионате мира в Бразилии. На турнире он сыграл в матчах против команд Нигерии, Австралии и Эквадора. В поединке против эквадорцев Андраш сделал «дубль». 
17 ноября 2022 года в товарищеском матче против сборной Люксембурга Немет дебютировал за сборную Венгрии. В этом же поединке Андраш забил свой первый гол за национальную команду.

### Голы за сборную Венгрии
| #  | Дата           | Место                                       | Противник  | Счёт | Результат | Соревнование      |
| -- | -------------- | ------------------------------------------- | ---------- | ---- | --------- | ----------------- |
| 1. | 17 ноября 2022 | Стейд де Люксембург, Люксембург, Люксембург | Люксембург | 1:2  | 2:2       | Товарищеский матч |